# Nachtstreife (ARD-Fernsehreihe)
Nachtstreife ist eine deutsche Doku-Reihe über die nächtlichen Einsätze der Polizei in Mainz und Hamburg. Sie wurde erstmals am 14. Oktober 2020 im Südwestrundfunk ausgestrahlt.

## Inhalt und Beschreibung
In der Doku-Reihe wird die echte Arbeit von Beamten der Mainzer Polizeiwachen, des Kriminaldauerdienstes oder der Autobahnpolizei erzählt. Begleitet werden die Protagonisten von einem Kamerateam. Außerdem kommen zahlreiche Bodycams zum Einsatz.
Seit Januar 2025 wird im Norddeutschen Rundfunk die 4. Staffel ausgestrahlt. In 5 Folgen werden Beamte der Davidwache in St. Pauli, bei der Wasserschutzpolizei am Hamburger Hafen, im Kriminaldauerdienst sowie bei den Schutzpolizeien der Kommissariate in Hamm und Bergedorf begleitet.
Die Serie ähnelt visuell und dramaturgisch dem WDR-Format Feuer & Flamme, bei dem Einsatzkräfte der Feuerwehr bei ihrer Arbeit begleitet werden. Ebenso wie dort wird bei Nachtstreife auf einen Sprecher-Text aus dem Off verzichtet.

## Kritik
Das Onlinemagazin Übermedien kritisiert die einseitige Berichterstattung der Polizei ohne journalistische Einordnung. Themen wie Polizeigewalt werden nicht angesprochen und der Polizeiberuf als Traumberuf beworben. Dem SWR wird vorgeworfen als Werbeagentur für die Polizei zu agieren und in enger Zusammenarbeit mit dem rheinland-pfälzischen Innenministerium stets ein positives Bild der Polizei aufrechtzuerhalten, wobei als Vierte Gewalt eher eine kontrollierende Funktion ausgeübt werden sollte.